# Partit Republicà Liberal Demòcrata
Partit Republicà Liberal Demòcrata, fou un partit polític espanyol creat a l'instaurar-se la Segona República en 1931, com continuació del Partido Reformista prèviament existent des de 1912. Aquesta formació minoritària, fundada i liderada per Melquíades Álvarez, va obtenir 4 escons a les eleccions generals espanyoles de 1931 (a Madrid, Salamanca, València i Logronyo) es va situar en el centredreta de l'espectre polític de la Segona República, i va participar en els governs republicans d'aquesta tendència del període 1933-1935.
A Catalunya es constituí a l'abril del 1934 amb el nom de Partido Republicano Liberal Democrático i fou presidit per Tomás de Lacalle Abarca.
Un dels seus més significats militants, el metge d'Oviedo Alfredo Martínez García-Arguëlles, Ministre de Treball en 1935, va ser assassinat a la porta de la seva casa al març de 1936. Melquíades Álvarez, en la seva qualitat de Degà del Col·legi d'Advocats de Madrid, va exercir com a lletrat defensor de José Antonio Primo de Rivera, també advocat, quan aquest va ser empresonat en la primavera de 1936 pel govern del Front Popular; la qual cosa potser va influir en el seu propi empresonament a l'agost del mateix any a la Presó Model de Madrid, i en el seu posterior assassinat, juntament amb altres presos considerats de dretes, per milicians esquerrans. El Partit Liberal Demòcrata es va extingir després de la Guerra Civil espanyola.